# Inside Llewyn Davis
Inside Llewyn Davis ist ein Film der Coen-Brüder aus dem Jahr 2013.
Wie schon bei früheren ihrer Filme waren Ethan und Joel Coen in mehreren Funktionen an dessen Entstehung beteiligt: Sie zeichneten für Regie, Drehbuch und Schnitt verantwortlich und zusammen mit Scott Rudin auch für die Produktion. Die Hauptrolle übernahm Oscar Isaac, neben dem Carey Mulligan, Justin Timberlake und John Goodman zu sehen sind.
Der Film erzählt eine Woche aus dem Leben des Folkmusikers Llewyn Davis im New York der 1960er Jahre. Hierzu ließen sich die Coen-Brüder von Dave Van Ronks Lebensgeschichte und seiner Musik inspirieren.
Premiere feierte Inside Llewyn Davis am 19. Mai 2013 auf dem Filmfestival in Cannes, wo der Film den Großen Preis der Jury gewann. In den USA war er erstmals am 28. September 2013 auf dem New York Film Festival zu sehen. Am 6. November 2013 kam der Film in die französischen und niederländischen Kinos. In Deutschland lief er ab dem 5. Dezember 2013, ausgewählte Kinos in den USA zeigten ihn ab dem darauffolgenden Tag.

## Handlung
Im Winter 1961 streift der junge Gitarrist Llewyn Davis durch die Kneipen im New Yorker Greenwich Village, wo er gelegentlich mit Folksongs auftritt. Seinen Lebensunterhalt kann der Mittdreißiger damit nicht bestreiten, weshalb er Nacht für Nacht bei Freunden oder Bekannten auf der Couch oder auch auf dem Boden schläft.
So übernachtet er mitunter bei den Gorfeins, einem älteren Ehepaar, das seine Musik schätzt. Als Davis eines Morgens die Wohnung verlässt, entwischt auch der Kater Ulysses aus der Wohnung. Da die Gorfeins abwesend sind, nimmt er die Katze mit sich. Als sie wegläuft, fängt er sie wieder ein und bringt sie zurück. Er bleibt zum Abendessen und wird inständig gebeten, etwas auf der Gitarre vorzuspielen. Das Lied bricht Davis jedoch ab, weil Lillian Gorfein mit der zweiten Stimme einsetzt, die früher sein inzwischen verstorbener Partner gesungen hat. Nervös begründet er seinen Abbruch damit, dass Musik sein Beruf sei und nichts anderes. Die Situation eskaliert vollends, als Lillian feststellt, dass der zurückgebrachte Kater eine Katze ist. „Wo ist sein Scrotum?“ schreit sie Davis wiederholt an.
Das Folk-Duo Jean und Jim gehört ebenfalls zu den Bekannten, bei denen Davis von Zeit zu Zeit übernachtet. Jean hält Davis für einen Versager und überhäuft ihn mit Schimpfwörtern, als sie erfährt, dass sie schwanger ist. Sie weiß nicht, ob das Kind von ihm oder von ihrem Freund Jim ist, und möchte das Kind abtreiben. Davis soll den Eingriff bezahlen und einen Termin bei einem befreundeten Arzt für sie organisieren. Im Gespräch mit dem Arzt erfährt Davis, dass er bereits seit zwei Jahren Vater ist. Seine frühere Freundin habe die geplante und bereits bezahlte Abtreibung nicht durchführen lassen, wovon Davis nie etwas erfahren hat. Sie wohnt jetzt bei ihren Eltern in Akron. Der Arzt hatte Davis’ Adresse nicht und konnte das Geld daher nicht zurückzahlen. Dafür will er Jean nun kostenlos behandeln.
Davis hat gerade ein neues Soloalbum aufgenommen, es heißt Inside Llewyn Davis. Doch die erhofften Tantiemen bleiben aus, sein unkooperativer Verleger Mel Novikoff bietet ihm stattdessen einen Wintermantel an. Mels Sekretärin drückt Davis noch einen unhandlichen Karton seiner Schallplatten in die Hand, die übrigen Bestände – unverkäuflich – seien bei einer Lagerräumung entsorgt worden. Davis begibt sich mit dem übergewichtigen Jazzmusiker Roland Turner und dessen rechter Hand Johnny Five auf einen Roadtrip nach Chicago. Turner, der sich bei Zwischenhalten an Tankstellen auf der Toilette jeweils einen Schuss setzt, macht sich über Llewyns Folkmusik lustig. Während einer Schlafpause am Straßenrand wird der schweigsame Johnny Five mitten in der Nacht verhaftet. Davis lässt den schlafenden Turner und die Katze im Auto zurück und trampt im Schneetreiben weiter.
Morgens in Chicago durchnässt er sich einen Schuh in einer Schneepfütze, ehe er Unterstützung bei dem Produzenten Bud Grossman sucht, der in dem riesigen Konzertsaal „Gate of Horn“ residiert. Grossman hört sich einen Song an, sieht aber keine Chance, die Musik zu vermarkten („Ich sehe hier nicht viel Geld“). Er schlägt ihm vor, sich einen Kinnbart zu schneiden und in ein Trio einzusteigen. Davis lehnt dankend ab, er habe einen Partner gehabt. Grossman rät ihm, sich wieder mit ihm zu vereinen; er weiß nicht, dass sich Davis’ Partner vor kurzem mit einem Sprung von der George Washington Bridge das Leben genommen hat. „Ein guter Rat“ antwortet Davis nur. Die Rückfahrt nach New York legt er per Autostopp zurück. Nachdem er im Auto das Steuer übernommen hat, weil der Fahrer übernächtigt ist, fährt er ein Tier an. Die Abzweigung nach Akron ignoriert er.
Zurück in New York meldet sich Davis bei der Matrosen-Gewerkschaft der Handelsmarine. Er bezahlt mit seinem letzten Geld die ausstehenden Beiträge, um wieder in See stechen zu können. Allerdings muss er dafür seine Lizenz vorlegen. Seine Schwester hat aber seine alten Unterlagen wegwerfen lassen. Das Geld für eine neue Lizenz hat Davis nicht. Die Beiträge erhält er nicht zurück. Er besucht seinen Vater in einem Pflegeheim und spielt ihm ein Lied vor. Der Vater spricht nicht, macht sich aber am Ende des Liedes in die Hose.
Davis zieht wieder mit seinem Gitarrenkoffer durch die Clubs in Greenwich Village. Der Wirt des Gaslight-Cafes brüstet sich damit, auch mit Jean geschlafen zu haben. Streit suchend pöbelt Davis eine ältere Frau bei ihrem Auftritt an, ruft obszöne Bemerkungen zu ihrer Herkunft aus Arkansas und wird schließlich aus der Kneipe geworfen. Am nächsten Tag wird er nach seinem Auftritt in einer dunklen Gasse von einem Mann mit Hut darauf angesprochen. Nach einem Wortwechsel schlägt der Mann Davis mehrmals mit der Faust ins Gesicht und tritt ihn daraufhin am Boden liegend.
Es ist die Prügelszene, die der Zuschauer schon zu Beginn des Films gesehen hat, dort noch ohne Zusammenhang. In der Wiederholung sagt der Hutträger noch den Satz: „Meine Frau wollte da oben was singen.“ Außerdem wird erst in dieser Wiederholung klar, dass Davis dadurch gerade den Auftritt eines unbekannten jungen Sängers verpasst, der sein Set mit dem Lied Farewell beginnt. Es ist Bob Dylan.

## Hintergrund
Die Coen-Brüder wussten davon, dass Dave Van Ronk in Greenwich Village einmal zusammengeschlagen wurde. Die Frage, wie es dazu kommen konnte, dass jemand einen Folksänger verprügelt, war für die beiden Filmemacher der Ausgangspunkt zu diesem Projekt: „Wir fanden die Vorstellung irgendwie amüsant, hatten aber keine Ahnung, ob das irgendwo hinführen würde, geschweige denn für einen Film taugt.“
Vor den Dreharbeiten beschäftigten sie sich mit dem Werk des Folkmusikers Dave Van Ronk und mit dessen Memoiren, die posthum unter dem Titel The Mayor of MacDougal Street erschienen sind. Diese Straße in Greenwich Village bildete mit ihren zahlreichen Kneipen und Musikclubs vor allem in den 1950er und 60er Jahren das Zentrum der Folkmusikszene in New York, die „Lebensader der aufkeimenden Folkbewegung“. Das im Film vorkommende Gaslight Cafe befand sich zum Beispiel in dieser Straße (116 MacDougal Street). Der Filmtitel verweist auf Inside Dave Van Ronk, das Album aus dem Jahr 1963, auf dem u. a. Hang Me, Oh Hang Me zu hören ist, das Lied, das Davis zu Beginn singt.
Inside Llewyn Davis spielt im Winter 1960/61, am „Vorabend der Pop-Revolution“. Bob Dylan, ein Freund von Dave Van Ronk, ist noch nicht entdeckt; sein Durchbruch folgt ein Jahr später. Ähnliches gilt für das Trio Peter, Paul and Mary, auf das im Film angespielt wird. Bud Grossman bietet Davis in Chicago den dritten Part für das geplante Trio an. Im wirklichen Leben war es Manager Albert Grossman, der dafür u. a. Dave Van Ronk vorspielen ließ, ihn aber ablehnte. Schlussendlich formte er das Trio Peter, Paul and Mary, das wenig später zu einer der erfolgreichsten Folkgruppen der USA aufstieg. Die Coen-Brüder entschieden sich dafür, eben nicht die Erfolgsgeschichte einer Folklegende zu erzählen, sondern die des „Anti-Dylan“, der „an dem historischen Abend vielleicht vor ihm oder nebenan aufgetreten ist“.
Filme, in denen ebenfalls das Filmende zum -anfang zurückkehrt und dadurch einen geschlossenen Kreis bildet, sind Lost Highway, Schwarze Augen von Nikita Michalkow, Donnie Darko und Mother!.

## Synchronisation
Die Interopa Film GmbH übernahm die deutsche Synchronisation, nach einem Dialogbuch von Klaus Bickert und einer Dialogregie von Frank Schaff.
| Rolle           | Schauspieler      | Synchronsprecher         |
| --------------- | ----------------- | ------------------------ |
| Llewyn Davis    | Oscar Isaac       | Julien Haggège           |
| Jean            | Carey Mulligan    | Maria Koschny            |
| Jim             | Justin Timberlake | Robin Kahnmeyer          |
| Pappi Corsicato | Max Casella       | Gerald Schaale           |
| Roland Turner   | John Goodman      | Klaus Sonnenschein       |
| Johnny Five     | Garrett Hedlund   | Martin Kautz             |
| Mitch Gorfein   | Ethan Phillips    | Tobias Lelle             |
| Mel Novikoff    | Jerry Grayson     | Friedrich Georg Beckhaus |
| Al Cody         | Adam Driver       | Robert Glatzeder         |
| Troy Nelson     | Stark Sands       | Ricardo Richter          |
| Bud Grossman    | F. Murray Abraham | Friedhelm Ptok           |
| Joy             | Jeanine Serralles | Natascha Geisler         |

## Soundtrack
Für den Soundtrack heuerten die Coen-Brüder erneut T-Bone Burnett an, der bereits an der Produktion von O Brother, Where Art Thou? beteiligt war. Als ausgewiesener Kenner der amerikanischen Musikgeschichte stellte Burnett eine Liste mit in Frage kommenden Titeln zusammen. Oscar Isaac überzeugte die Produzenten mit seiner Interpretation des Traditionals Hang me, oh hang me, das als Bewerbungsgrundlage für das Casting diente. Zum Soundtrack trugen neben T-Bone Burnett, Oscar Isaac und Justin Timberlake auch Marcus Mumford, Chris Thile und die Punch Brothers, Gillian Welch und David Rawlings bei.
Im September 2013 veranstalteten die Produzenten in New York das Promotionkonzert Another Day, Another Time: Celebrating the Music of ‘Inside Llewyn Davis’, bei dem u. a. Elvis Costello, Joan Baez, Patti Smith, Jack White und Lake Street Dive auftraten. Das Ereignis wurde dokumentiert; der Konzertfilm erschien wie der Soundtrack bei Nonesuch Records.

## Rezeption
In der deutschen Presse wurde der Film durchweg positiv aufgenommen. Mehrfach lobend erwähnt wurden der Hauptdarsteller Oscar Isaac, die Inszenierung der Musikszenen und der Humor im Film.
Die Zeit hält Inside Llewyn Davis für einen „in jeder Hinsicht gelungenen Film: ein runder Plot (was nicht nur an der Katze liegt); eine gekonnte Inszenierung; ein herausragender Hauptdarsteller; eine herausragende Nebenfigur; tausend versteckte Hinweise für die vielen Dylan- und Folk-Fans; viel Coen-Humor, für alle, die ihn lieben; und ausreichend Stoff zum Nachdenken in Zeiten, in denen Scheitern zum sozialen Ausschluss führt.“ Spiegel Online schreibt von „hinreißendem Kino“ mit „hintersinnig gewitzten Dialogen“, „perfekt das Timing der Situationskomik, grotesk die Nebenfiguren“.
Die Süddeutsche Zeitung hebt vor allem den Humor hervor: „Die Coens sind inzwischen zu einer Dimension des Humors vorgestoßen, die im Grunde unerklärlich ist. Man könnte genauso gut weinen, und man hat hinterher nicht die leiseste Ahnung, wie einem geschehen ist.“ Sie hält die dem Film zugrunde liegende Idee vom unentdeckten Genie, das an seiner unbeirrbaren Berufung zerbricht, für „die traurigste Idee, die das Brüderpaar jemals hatte. Aber weil sie Genies sind, die sich noch dazu in der Welt durchgesetzt haben, ist trotzdem einer ihrer komischsten Filme daraus geworden.“
Der Auftritt von John Goodman als reicher, drogensüchtiger Jazz-Musiker wird von vielen Kritikern ebenfalls positiv bewertet. Eine Kritikerin von zeit.de behauptete sogar, schon allein diese Szene mache den Film sehenswert.
2016 belegte Inside Llewyn Davis bei einer Umfrage der BBC zu den 100 bedeutendsten Filmen des 21. Jahrhunderts den Platz 11.

## Auszeichnungen
Oscar 2014
- nominiert in der Kategorie „Beste Kamera“
- nominiert in der Kategorie „Bester Ton“

Golden Globe 2014
- nominiert in der Kategorie „Bester Hauptdarsteller – Komödie oder Musical“ für Oscar Isaac
- nominiert in der Kategorie „Bester Film – Komödie oder Musical“
- nominiert in der Kategorie „Bester Filmsong“

Cannes Film Festival 2013
- Großer Preis der Jury für Ethan and Joel Coen
- nominiert für die „Goldene Palme“: Ethan and Joel Coen

New York Film Festival 2013
- nominiert in der Kategorie „Bester Film“ für den Grand Marnier Fellowship Award

Hamburg Film Festival 2013
- nominiert für den „Art Cinema Award“: Ethan and Joel Coen